# ヴィエルニ
ヴィエルニ（Wieluń [ˈvjɛluɲ]、ドイツ語: Welun, ラテン語: Velun）は、ポーランドの都市。人口は約2万2千人。1999年からはウッチ県に属している。1975年から1998年まではシェラツ県に属していた。

## 歴史
1939年9月1日、ドイツ空軍により爆撃され、第二次世界大戦の始まりとなった。ドイツ空軍は街の中心部のほとんどを破壊し（明確に病院と分かる建物や歴史的なゴシック様式聖堂を含む）、およそ1200人の市民が犠牲となった。ヴィエルニの約75%の建物が破壊された。

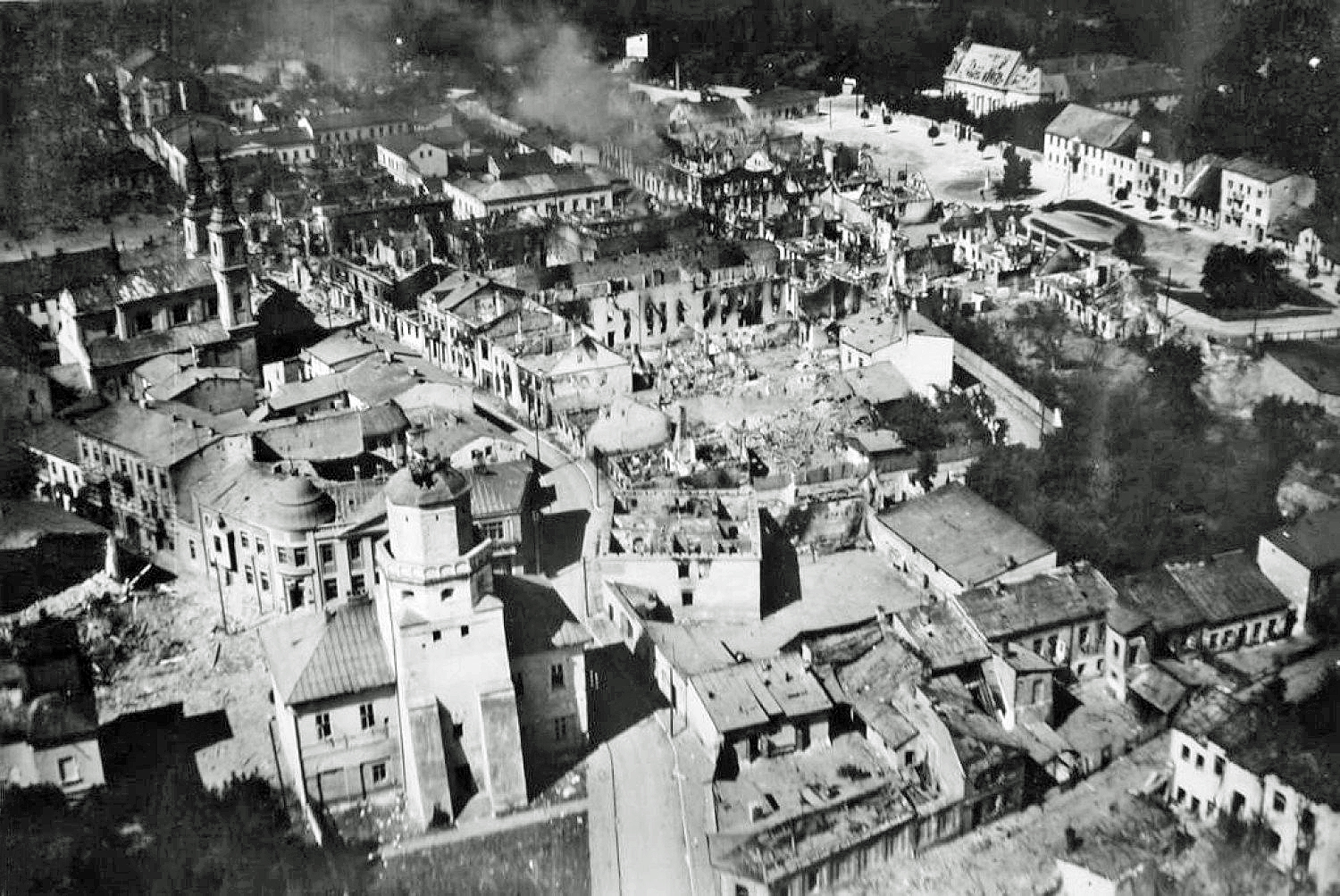
1939年のヴィエルニ